# Johannes Möllinger (Politiker)
Johannes Möllinger (* 28. September 1791 in Pfeddersheim; † 10. Juni 1836 ebenda) war ein hessischer Ökonom und liberaler Politiker und Abgeordneter der 2. Kammer der Landstände des Großherzogtums Hessen.
Johannes Möllinger war der Sohn des Ökonomen David Möllinger (1771–1817) und dessen Ehefrau Barbara, geborene Schumacher. Möllinger, der Mennonit war, war Ökonom in Pfeddersheim. Er heiratete in erster Ehe Elisabeth geborene Möllinger und in zweiter Ehe Barbara geborene Möllinger.
Von 1826 bis 1830 gehörte er der Zweiten Kammer der Landstände an. Er wurde für den Wahlbezirk Rheinhessen 7/Pfeddersheim gewählt.